# Sisto Badalocchio
Sisto Badalocchio Rosa (Parma, 1581 o 1585 - c. 1647) va ser un pintor i gravador italià, pertanyent a l'Escola Bolonyesa.
Va treballar en un primer moment sota la direcció d'Agostino Carracci a Bolonya, i després es va traslladar a Roma amb Annibale Carracci. Va romandre al costat d'aquest últim fins a 1609, data en la qual va tornar a Parma.
La seva obra més coneguda com a grabador és l'anomenada "Bíblia de Rafael", una sèrie de planxes creades al costat de Giovanni Lanfranco. Representen els frescos realitzats per Rafael Sanzio i els seus ajudants en les "Loggias" del Vaticà. Com pintor, la seva obra més destacada correspon als frescos de l'església de Sant Joan Evangelista a Reggio Emilia, basats en l'obra primerenca de Caravaggio.